# Delano Ladan
Delano Ladan (Leiderdorp, 9 februari 2000) is een Nederlands voetballer die als aanvaller speelt. Eind januari 2025 tekende hij een contract voor anderhalf jaar bij Koninklijke HFC. 

## Carrière
Delano Ladan speelt sinds 2013 in de jeugd van ADO Den Haag, waar hij sinds de zomer van 2017 bij de eerste selectie zit. Hij debuteerde op 11 augustus 2017, in de met 0-3 verloren thuiswedstrijd tegen FC Utrecht. Hij kwam in de 78e minuut in het veld voor Donny Gorter. Hij speelde vier wedstrijden voor ADO in het seizoen 2017/18. Het seizoen erna werd hij verhuurd aan TOP Oss. In augustus 2019 werd zijn contract bij ADO ontbonden en hij vervolgde zijn loopbaan bij SC Cambuur.
In het seizoen 2019/20 maakte Ladan zijn eerste hattrick. In de eerste ronde van de KNVB Beker maakte Ladan er drie in de 0–5 gewonnen wedstrijd tegen VV GOES voor SC Cambuur.
Sinds 2021 stond Ladan onder contract bij het onder 21 team van Feyenoord waar hij al eerder in de jeugd speelde. Op 8 januari 2022 maakte Ladan zijn onofficiële debuut voor het eerste van Feyenoord in een vriendschappelijke wedstrijd tegen PEC Zwolle waarin hij gelijk wist te scoren. Tot een echt debuut kwam het echter niet. Hij speelde zijn wedstrijden voor het beloftenelftal.
Nadat zijn contract afliep bij Feyenoord, keerde hij terug bij TOP Oss en tekende voor 2 seizoenen. In maart 2024 werd bekend dat zijn contract niet werd verlengd en zat hij zonder club.
Op 28 januari 2025 tekende Delando Ladan een contract voor anderhalf jaar bij Koninklijke HFC. 

### Statistieken
| Seizoen                       | Club            | Land           | Competitie     | Competitie | Competitie | Beker | Beker | Totaal | Totaal |
| Seizoen                       | Club            | Land           | Competitie     | Wed.       | Dlp.       | Wed.  | Dlp.  | Wed.   | Dlp.   |
| ----------------------------- | --------------- | -------------- | -------------- | ---------- | ---------- | ----- | ----- | ------ | ------ |
| 2017/18                       | ADO Den Haag    | Nederland      | Eredivisie     | 4          | 0          | 0     | 0     | 4      | 0      |
| 2018/19                       | → TOP Oss       | Nederland      | Eerste divisie | 27         | 1          | 2     | 0     | 29     | 1      |
| 2019/20                       | SC Cambuur      | Nederland      | Eerste divisie | 14         | 1          | 2     | 3     | 16     | 4      |
| 2020/21                       | SC Cambuur      | Nederland      | Eerste divisie | 9          | 0          | 1     | 0     | 10     | 0      |
| 2021/22                       | Feyenoord       | Nederland      | Eredivisie     | 0          | 0          | 0     | 0     | 0      | 0      |
| 2022/23                       | TOP Oss         | Nederland      | Eerste Divisie | 15         | 0          | 1     | 0     | 16     | 0      |
| 2023/24                       | TOP Oss         | Nederland      | Eerste Divisie | 30         | 3          | 1     | 0     | 31     | 3      |
| 2024/25                       | Koninklijke HFC | Nederland      | Tweede Divisie | 6          | 1          | 0     | 0     | 6      | 1      |
| Carrièretotaal                | Carrièretotaal  | Carrièretotaal | Carrièretotaal | 60         | 6          | 7     | 3     | 112    | 9      |
| Bijgewerkt op 9 december 2024 |                 |                |                |            |            |       |       |        |        |

## Erelijst
SC Cambuur
- Eerste divisie: 2020/21